# جاي ريفز تشايلدز
جاي ريفز تشايلدز (بالإنجليزية: James Rives Childs)‏ هو دبلوماسي أمريكي، ولد في 6 فبراير 1893 في لينشبرغ في الولايات المتحدة، وتوفي في 15 يوليو 1987 في ريتشموند في الولايات المتحدة بسبب مرض معد.